# Oberamt Sulz

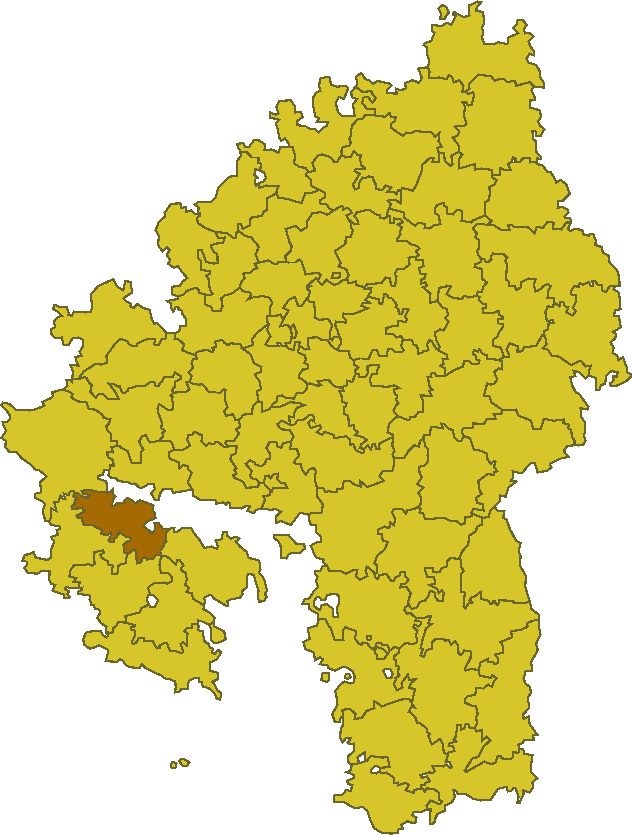
Karte der Oberämter, Stand 1835, Oberamt Sulz hervorgehoben

Das Oberamt Sulz war ein Verwaltungsbezirk im Südwesten Württembergs, der 1934 in Kreis Sulz umbenannt wurde und 1938 größtenteils im Landkreis Horb, teilweise in den Landkreisen Rottweil, Balingen und Freudenstadt aufging. Allgemeine Bemerkungen zu den württembergischen Oberämtern siehe Oberamt (Württemberg).

## Geschichte
Zu den frühesten Erwerbungen der Grafen von Württemberg außerhalb ihrer Stammlande am mittleren Neckar zählten Stadt und Herrschaft Rosenfeld. Daneben entwickelten sich auch die Städte Sulz und, in bescheidenerem Maße, Dornhan zu Verwaltungsmittelpunkten, so dass sich der württembergische Besitz am oberen Neckar bis Anfang des 19. Jahrhunderts auf diese drei weltlichen Ämter, seit 1758 Oberämter, sowie die beiden im 16. Jahrhundert errichteten Klosterämter Alpirsbach und St. Georgen verteilte. Ab 1806 wurden die mit dem Frieden von Pressburg bzw. der Rheinbundakte neu hinzugekommenen Orte integriert, anschließend die Klosterämter aufgelöst und bis 1808 auch die Oberämter Dornhan und Rosenfeld aufgehoben. Das so entstandene vergrößerte Oberamt Sulz, das von 1818 bis 1924 dem Schwarzwaldkreis zugeordnet war, grenzte an die Oberämter Freudenstadt, Balingen, Oberndorf, Rottweil sowie das 1849 zum Königreich Preußen gekommene Fürstentum Hohenzollern-Sigmaringen.

### Ehemalige Herrschaften

Oberamt Sulz, Gebietsstand 1813, mit den früheren Herrschafts- und Ämtergrenzen
Legende

1813, nach Abschluss der Gebietsreform, setzte sich der Bezirk aus Bestandteilen zusammen, die im Jahr 1800 zu folgenden Herrschaften gehört hatten:
- Herzogtum Württemberg
  - Oberamt Sulz: Sulz, Mühlheim, Holzhausen, Sigmarswangen, Hof Burgösch sowie der Kammerschreibereiort Marschalkenzimmern;
  - Oberamt Rosenfeld: Rosenfeld, Aistaig, Bergfelden, Bickelsberg, Brittheim, Isingen, Leidringen, Renfrizhausen, Trichtingen, Vöhringen, Weiden;
  - Oberamt Dornhan: Dornhan mit Gundelshausen, sowie das mitverwaltete rentkammerliche
    - Stabsamt Sterneck: Sterneck, Fürnsal, Busenweiler, Wälde;

  - Klosteramt Alpirsbach: Boll, Dürrenmettstetten (zur Hälfte), Hopfau mit Niederdobel, Wittershausen;
  - Klosteramt St. Georgen: Rotenzimmern.
- Vorderösterreich
 Zur Grafschaft Hohenberg gehörte das Städtchen Binsdorf mit den Klöstern Kirchberg und Bernstein.
- Reichsritterschaft
 Beim Ritterkanton Neckar-Schwarzwald der schwäbischen Reichsritterschaft waren immatrikuliert:
  - Leinstetten mit Bettenhausen (Graf von Sponeck),
  - Neunthausen (Freiherr von Gaisberg).
- Kloster Muri
 Zur Herrschaft Glatt des Benediktinerklosters Muri (Aargau) zählte Dürrenmettstetten (zur Hälfte).

## Gemeinden

### Einwohnerzahlen 1858
Folgende Gemeinden waren 1863 dem Oberamt Sulz unterstellt:
| frühere Gemeinde                       | Einwohnerzahl 1858  | Einwohnerzahl 1858 | heutige Gemeinde    |
| frühere Gemeinde                       | evangel.            | kathol.            | heutige Gemeinde    |
| -------------------------------------- | ------------------- | ------------------ | ------------------- |
| Sulz                                   | 2063                | 45                 | Sulz am Neckar      |
| Aistaig                                | 515                 | 3                  | Oberndorf am Neckar |
| Bergfelden                             | 904                 | 12                 | Sulz am Neckar      |
| Bettenhausen                           | –                   | 238                | Dornhan             |
| Bickelsberg                            | 611                 | –                  | Rosenfeld           |
| Binsdorf                               | 17                  | 1093               | Geislingen          |
| Boll                                   | 448                 | –                  | Oberndorf am Neckar |
| Brittheim                              | 319                 | 5                  | Rosenfeld           |
| Busenweiler                            | 164                 | –                  | Dornhan             |
| Dornhan mit Gundelshausen              | 1692                | 24                 | Dornhan             |
| Dürrenmettstetten                      | 384                 | –                  | Sulz am Neckar      |
| Fürnsaal 1                             | 273                 | 2                  | Dornhan             |
| Holzhausen                             | 451                 | –                  | Sulz am Neckar      |
| Hopfau                                 | 691                 | 1                  | Sulz am Neckar      |
| Isingen                                | 553                 | –                  | Rosenfeld           |
| Leidringen                             | 1181                | 1                  | Rosenfeld           |
| Leinstetten                            | 7 and. Konf. 10     | 469                | Dornhan             |
| Marschalkenzimmern                     | 790                 | 5                  | Dornhan             |
| Mühlheim am Bach                       | 569                 | 3                  | Sulz am Neckar      |
| Renfrizhausen mit Bernstein, Kirchberg | 577                 | 5                  | Sulz am Neckar      |
| Rosenfeld                              | 1171                | 20                 | Rosenfeld           |
| Rothenzimmern 2                        | 279                 | –                  | Dietingen           |
| Sigmarswangen                          | 629                 | 14                 | Sulz am Neckar      |
| Sterneck                               | 331                 | 24                 | Loßburg             |
| Trichtingen                            | 641                 | 1                  | Epfendorf           |
| Vöhringen                              | 1568                | 4                  | Vöhringen           |
| Wälde                                  | 475                 | 1                  | Loßburg             |
| Weiden                                 | 423                 | –                  | Dornhan             |
| Wittershausen                          | 576                 | 4                  | Vöhringen           |
| Summe                                  | 18302 and. Konf. 10 | 1974               |                     |

### Änderungen im Gemeindebestand seit 1813

Gemeinden und Markungen um 1860

1828 wurde Sterneck von Fürnsal getrennt und zur selbständigen Gemeinde erhoben.
1843 wurde der Weiherhof von Renfrizhausen nach Mühlheim umgemeindet.
1849 wurde Neunthausen nach Hopfau eingemeindet. Die Gemeinde führte zeitweise den Namen Hopfau-Neunthausen, ab 1936 wieder Hopfau.

## Amtsvorsteher
Die Oberamtmänner des Oberamts Sulz von 1807 bis zur Auflösung 1938 waren:
- 1780–1814: Jacob Georg Schäffer
- 1814–1819: Ludwig Otto Gmelin
- 1819–1828: Carl Christian Heinrich Hettler
- 1828–1834: Alexander Cranz
- 1834–1838: Heinrich Schneider
- 1838–1840: Gustav Roller (Amtsverweser)
- 1840–1843: Johannes von Dettinger
- 1843–1853: Carl Gustav Herbort
- 1853–1860: Christian Gottlieb Maier
- 1861–1870: Friedrich Wilhelm Mayer
- 1870–1873: Robert Fleischhauer
- 1873–1879: Eduard Bacmeister
- 1879–1881: Wilhelm Dieterle (Amtsverweser)
- 1881–1888: Alfred Kinzelbach
- 1888–1907: Gustav Kohn
- 1907–1913: Max Hamann
- 1913–1920: Karl Gunzenhäuser
- 1920–1921: Eugen Haefele (verwendet in Ellwangen)
- 1921–1924: Georg Lang von Langen
- 1924–1934: Erich Stockmayer
- 1934–1938: Alfons Rayher